# Ermengarda z Ibelinu
Ermengarda z Ibelinu (zm. 1160 lub 1167) – wicehrabina Tyberiady, córka Barisana z Ibelinu i siostra Baliana.
Historyk Hans Eberhard Mayer uważa, że Ermengarda mogła być żoną Williama de Bures i matką m.in. Eschivy de Bures, żony Rajmunda III. Niekiedy uważa się też, że była żoną Elinarda de Bures, księcia Galilei.